# Kai Trump

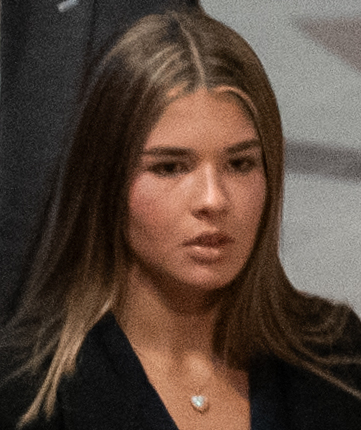
Kai Trump (2025)

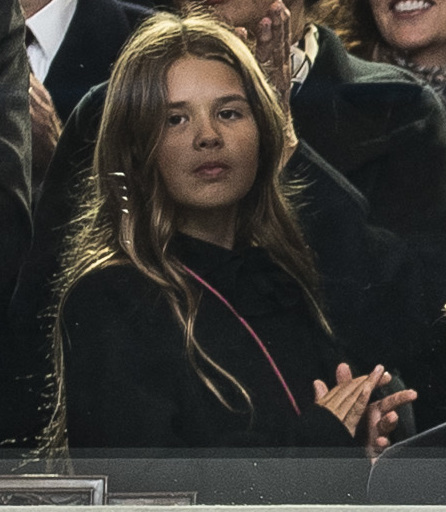
Kai Trump (2017)

Kai Madison Trump (* 12. Mai 2007 in New York City) ist eine US-amerikanische Influencerin. Sie wurde 2024 durch ihren Auftritt auf der Republican National Convention während der Wahlkampagne ihres Großvaters Donald Trump für die US-Präsidentschaftswahlen bekannt.

## Leben
Kai Madison Trump wurde 2007 in New York City geboren. Sie ist das erste Kind von Donald Trump Jr. und Vanessa Haydon und das erste Enkelkind von Donald Trump. Sie ist nach ihrem Urgroßvater, dem dänischen Jazzmusiker Kai Ewans benannt, und hat vier Geschwister.
Trump begann bereits im Alter von zwei Jahren Golf zu spielen und kündigte an, eine professionelle Golfspielerin werden zu wollen. In ihrer Freizeit spielt sie häufig zusammen mit ihrem Großvater, der ebenfalls ein begeisterter Golfspieler ist, auf seinen Privatplätzen. Zu ihren Erfolgen gehören der Gewinn der Women's Club Championship 2022 und der Ladies Club Championship 2024 im Trump International Palm Beach, wo sie ein Handicap von +0,5 erreichte. Obwohl sie Amateurin ist, sicherte sie sich einen Sponsorenvertrag mit Callaway. Trump besucht die Benjamin School in Palm Beach County und wird diese voraussichtlich 2026 abschließen.
Sie war während des Wahlkampagnen 2016 und 2020 von ihrem Großvater Donald Trump bei einigen Veranstaltungen als Mitglied der Familie Trump anwesend, wo ihr Vater eine wichtige Rolle einnahm. Ihre erste eigene öffentliche Rede hielt sie auf der Republican National Convention (RNC) im Juli 2024. In ihrer Rede stellte sie Donald Trump als fürsorglichen Großvater dar und bezeichnete ihn als „Inspiration“. Im Urteil des CNN-Analysten Van Jones gelang es ihr in ihrer Rede, Donald Trump menschlich und sympathisch erscheinen zu lassen.
Nach ihrem Auftritt auf dem RNC bekam sie zahlreiche neue Follower in den sozialen Medien, wo sie private Accounts auf den Plattformen TikTok, YouTube und Instagram betreibt. Im Januar 2025 folgten ihr über eine Million Personen auf TikTok und knapp 700.000 auf YouTube. Ihren sorgfältig inszenierten Social-Media-Auftritten wurde eine wichtige Rolle zugeschrieben, den Trumpismus unter der Gen Z und jungen Frauen zu verbreiten.